# 音速♪ひとみしりちゃんねる
『音速♪ひとみしりちゃんねる』（おんそくひとみしりちゃんねる）は、ラジオ大阪、TBSラジオで2003年に放送されたラジオ番組（アニラジ）。

## 概要
アニメ『君が望む永遠』を応援する番組で、『君のぞらじお』の前身番組にあたる。パーソナリティは、栗林みな実（『君が望む永遠』涼宮遙役、主題歌も担当）、ジョイまっくす（ニトロプラス広報）、マヨちゃん（オーバーフローのマスコットキャラクター。声 - 宇和川恵美）の3人。
番組タイトルは前番組の『影山☆桃井の倍速もえちゃんねる』にちなんでおり、栗林が極度の人見知りであることから来ている。ハガキ・メールが採用されたリスナーには、ランブリングエンジェルのカードがプレゼントされた。

## コーナー
- リクエスト・オブ・ジョイトイ

リスナーの考えた曲名にあわせ、アドリブに弱いジョイまっくすが即興で歌を作るコーナー。
- シンガーソングライターみな実

リスナーの言って欲しいメッセージをもとに栗林が作詞・作曲する。
後にCD化もされた「真夏のBirthday」「おなじ月をみてる」は、当コーナーから誕生した。
- えみマヨ人生相談

マヨちゃんがリスナーの悩みを一刀両断する。
- 愛のリコーダー

栗林とマヨちゃんがリコーダー演奏を披露する。

## 出来事
第4回では、『君が望む永遠』の舞台のイメージモデルである横浜・桜木町での深夜屋外ロケの模様が放送された。なおマヨちゃんは未成年（8歳）のため不参加。
第6回では、『音速♪ひとみしりちゃんねる』と『倍速もえちゃんねる』の合同公開イベント「ちゃんねる対決♪」の模様が放送された。

## 主題歌
- オープニングテーマ

1. 「ハウンド妄想（ファンタジー）」
作詞 - まふまふ仔犬ちゃん / 作曲 - 大貫忠敬 / 編曲 - 飯塚昌明 / 歌 - 福山芳樹
2. 「純情Fever」
作詞 - 畑亜貴 / 作曲 - 金井江右 / 編曲 - Angel Note / 歌 - ワイルド三人娘 featuring すかいてんぷる

- エンディングテーマ

1. 「I will」
作詞 - 栗林みな実 / 作曲・編曲 - 飯塚昌明 / 歌 - 栗林みな実
2. 「ノンストップ♪ワイルド三人娘」
作詞・作曲 - 栗林みな実 / 編曲 - 藤田淳平 / 歌 - ワイルド三人娘